# Stefan Jarzębski
Stefan Bolesław Jarzębski (ur. 16 września 1917 w Będzinie, zm. 24 maja 2008 w Sosnowcu) – polski inżynier mechanik i polityk. Minister-kierownik Urzędu Ochrony Środowiska i Gospodarki Wodnej (1983–1985) i minister ochrony środowiska i zasobów naturalnych (1985–1987).

## Życiorys
Syn Leona i Cecylii, urodził się w rodzinie robotniczej, w trakcie II wojny światowej był górnikiem. W 1946 ukończył studia na Akademii Górniczej w Krakowie, po czym do 1953 pracował na Politechnice Krakowskiej jako nauczyciel akademicki. Równocześnie pracował w przemyśle metalurgicznym, w tym w Zakładzie Urządzeń Technicznych „Zgoda” w Świętochłowicach. Pracował również w Politechnice Śląskiej i w Przedsiębiorstwie Produkcji Materiałów Odlewniczych w Katowicach. W 1961 został pracownikiem naukowym Polskiej Akademii Nauk, w latach 1975–1983 był dyrektorem Instytutu Podstaw Inżynierii Środowiska PAN. W 1972 został profesorem nadzwyczajnym, a w 1977 profesorem zwyczajnym nauk technicznych.
Członek Rady Krajowej Patriotycznego Ruchu Odrodzenia Narodowego w 1983. W latach 1983–1985 był ministrem-kierownikiem Urzędu Ochrony Środowiska i Gospodarki Wodnej w rządzie Wojciecha Jaruzelskiego, a w okresie 1985–1987 ministrem ochrony środowiska i zasobów naturalnych w rządzie Zbigniewa Messnera. Przewodniczący Państwowej Rady Ochrony Przyrody (1983-1987), członek Komisji do spraw Nauki i Postępu Technicznego przy Radzie Ministrów (1986-1989), członek Prezydium Państwowej Rady Ochrony Środowiska (1984-1987). Członek założyciel i wiceprzewodniczący Towarzystwa Odpowiedzialność i Czyn (1986).  W listopadzie 1989 roku został pierwszym prezesem zarządu głównego odrodzonego Stronnictwa Narodowego.
Zmarł 24 maja 2008 i został pochowany na cmentarzu przy ulicy Smutnej w Sosnowcu.

## Nagrody i odznaczenia
- Krzyż Komandorski Orderu Odrodzenia Polski
- Krzyż Oficerski Orderu Odrodzenia Polski
- Krzyż Kawalerski Orderu Odrodzenia Polski
- Złoty Krzyż Zasługi
- Medal 30-lecia Polski Ludowej
- Medal 40-lecia Polski Ludowej